# Аглуккак, Леона
Лео́на Аглуккак PC (инуктитут ᐊᒡᓘᒃᑲᖅ ᐊᒡᓘᒃᑲᖅ; род. 28 июня 1967, Инувик, Северо-Западные территории, Канада) — канадский политик инуитского происхождения, член Палаты общин Канады от избирательного округа Нунавут (2008—2015) от Консервативной партии. Министр здравоохранения Канады (2008—2013). Министр окружающей среды Канады (2013—2015). Председатель Арктического совета (2013—2015).

## Ранние годы жизни
Леона Аглуккак родилась 28 июня 1967 года в Инувике, Северо-Западные территории. Её детские годы прошли в Том-Бэй, Талойоак и Йоа-Хейвен (в настоящее время все три населённых пункта находятся в составе территории Нунавут).
Данных о высшем образовании Аглуккак в открытом доступе нет. До начала политической карьеры была государственным служащим. Работала в канцелярии секретаря Законодательного собрания Нунавута, была заместителем министра по делам культуры, языка, старейшин и молодёжи. Избиралась депутатом городского совета Кеймбридж-Бея.

## Политическая карьера

### Законодательное собрание Нунавута

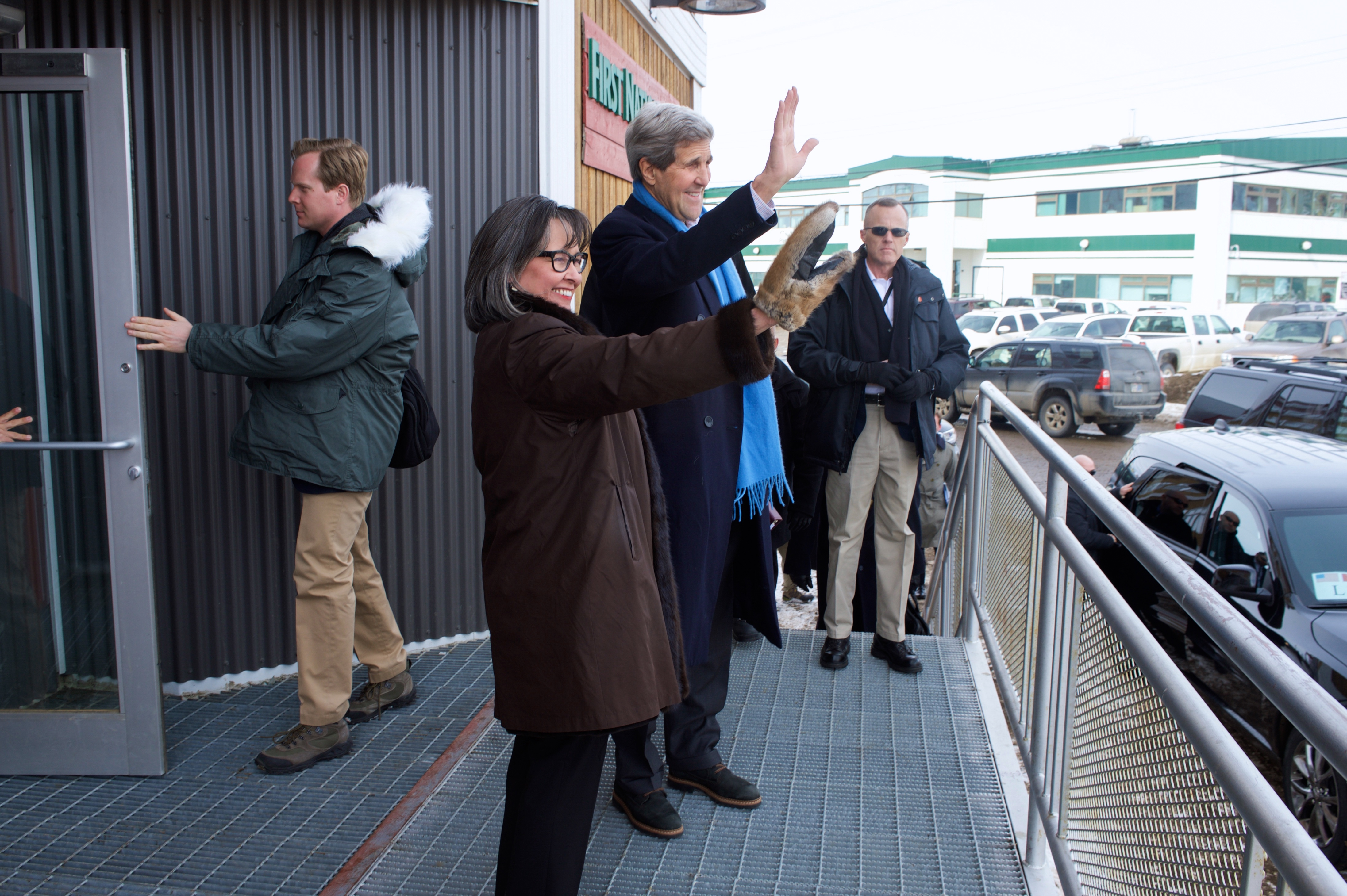
Председатель Арктического совета Леона Аглуккак и госсекретарь США Джон Керри в Икалуите. 2015 год

В 2004 году Аглуккак была избрана в Законодательное собрание Нунавута от избирательного округа Наттилик В правительстве Нунавута занимала посты министра здравоохранения и социального обеспечения, а также министра по делам женщин. Покинула Законодательное собрание в 2008 году, после того как одержала победу на федеральных выборах.

### В правительстве Канады

#### Министр здравоохранения
На федеральных выборах 2008 года Аглуккак была избрана депутатом Палаты общин Канады от Консервативной партии в округе Нунавут. 30 октября 2008 года она была назначена министром здравоохранения Канады в кабинете Стивена Харпера. Она стала первым инуитом, назначенным в Кабинет министров Канады.
Значительное внимание общественности было уделено Аглуккак во время пандемии свиного гриппа в 2009 году, когда сотни канадцев были заражены вирусом H1N1. Критик министра здравоохранения от Либеральной партии впоследствии заявил, что Аглуккак делает «потрясающую работу»: особенно ему понравилось то, что министр обзвонил всех оппозиционных критиков, предложив им найти консенсус по проблеме свиного гриппа. Другим значимым инцидентом с участием министра здравоохранения стал инцидент с мешками для трупов, которые чиновники канадского Минздрава по ошибке отправили не в больницы, а в одну из Первых Наций Манитобы. Аглуккак решительно осудила эту ошибку своих подчинённых, в этом её поддержали представители Либеральной и Новой демократической партий в парламенте, а также лидеры Первых Наций. Расследование, проведённое по инициативе министра, не выявило «никаких доказательств дурной воли или преднамеренных расчётов» сотрудником Минздрава, хотя представители Первых Наций Манитобы подвергли отчёт о расследовании критике.
В 2010 году Аглуккак отказалась подписать Венскую декларацию о реформе политики в отношении наркотиков, которая предусматривала, в частности, отказ от однозначного запрета наркотических веществ и более мягкую политику по отношению к наркоманам, за что подверглась критике со стороны ряда должностных лиц Минздрава. При этом министр призвала к поиску «научного» подхода к наркотической проблеме, основанного на стратегиях снижения вреда, таких как программы обмена игл и контролируемые места инъекций.
На федеральных выборах 2011 года Аклуккак была переизбрана, получив 49,85 % голосов и опередив трёх конкурентов, включая бывшего премьер-министра Нунавута Пола Окалика.
23 августа 2012 года премьер-министр Стивен Харпер объявил, что с мая 2013 года, когда к Канаде перейдёт председательство в Арктическом совете, Леона Аглуккак станет председателем Совета. Она занимала эту должность до 2015 года.
В 2012—2013 годах во время общенациональных протестов Первых Наций «Нет бездействию» Аглуккак призвала лидера протестующих Терезу Спенс прекратить голодовку и отказаться от своей просьбы встретиться с премьер-министром и генерал-губернатором, а вместо этого обсудить все вопросы с министром по делам коренного населения Джоном Данканом.

#### Министр окружающей среды
15 июля 2013 года Стивен Харпер назначил Леону Аглуккак министром окружающей среды.
В декабре 2014 года Аглуккак принесла извинения за то, что читала газету во время, отведённое для вопросов оппозиции к министрам правительства, и таким образом пропустила обращённый к ней вопрос о высоких ценах на продовольствие на севере страны. Этот инцидент впоследствии был использован оппонентом Аглуккак, либералом Пол Окаликом. В 2015 году, когда Аглуккак провела серию предвыборных выступлений в представительстве Канадской радиовещательной корпорации в Икалуите, Окалик неизменно приходил на эти выступления и демонстративно читал газету.
На парламентских выборах в 2015 году Аглуккак потерпела сокрушительное поражение, набрав всего 24,78 % голосов и заняв лишь третье место, уступив кандидату от Либеральной партии Хантеру Туту и кандидату от НДП Джеку Анаваку. После этого она ушла из парламента и оставила пост министра.
На парламентских выборах 2019 года Аглуккак вновь выступила в качестве кандидата от Консервативной партии в округе Нунавут, однако потерпела поражение от новодемократки Мумилаак Каккак.

## Семья
Леона Аглуккак замужем за Робби МакНилом и имеет сына Купера.